# Боксіг
Боксіг (рум. Bocsig) — село у повіті Арад в Румунії. Адміністративний центр комуни Боксіг.
Село розташоване на відстані 392 км на північний захід від Бухареста, 55 км на північний схід від Арада, 132 км на захід від Клуж-Напоки, 91 км на північний схід від Тімішоари.

## Населення
За даними перепису населення 2002 року у селі проживали 2339 осіб.
Національний склад населення села:
| Національність | Кількість осіб | Відсоток |
| -------------- | -------------- | -------- |
| румуни         | 2053           | 87,8%    |
| цигани         | 192            | 8,2%     |
| угорці         | 88             | 3,8%     |
| німці          | 5              | 0,2%     |

Рідною мовою назвали:
| Мова      | Кількість осіб | Відсоток |
| --------- | -------------- | -------- |
| румунська | 2205           | 94,3%    |
| угорська  | 81             | 3,5%     |
| циганська | 51             | 2,2%     |